# Villefranche-de-Conflent
Villefranche-de-Conflent (em catalão: Vilafranca de Conflent) é uma comuna francesa do departamento dos Pirenéus Orientais, região da  Occitânia. Tem 4,46 km². Em 2010 a comuna tinha 216 habitantes (densidade: 48,4 hab./km²).
A vila situa-se junto ao maciço do Canigou, na comarca histórica de Conflent, na confluência dos rios Têt e Cady, junto à estrada nacional 116, que liga a Cerdanha e Andorra a Prades e Perpinhã. Preserva integralmente a sua estrutura medieval e praticamente todo o espaço urbano está confinado às velhas muralhas. A vila organiza-se espacialmente ao longo das duas ruas principais paralelas orientadas no sentido longitudinal, de leste para oeste: a rua Saint-Jacques (de Santiago) a sul e a rua Saint-Jean (de São João) a norte. A povoação é dominada Forte Libéria, uma obra do século XVII de Vauban que se ergue na encosta a noroeste.
Villefranche-de-Conflent faz parte associação Les Plus Beaux Villages de France ("As mais belas aldeias de França") e as suas fortificações integram o sítio do Património Mundial da UNESCO "Fortificações de Vauban", inscrito em 2008.
| Comunas limítrofes de Villefranche-de-Conflent |       |                       |
|                                                | Conat | Ria-Sirach            |
| Serdinya                                       |       | Corneilla-de-Conflent |
| Fuilla                                         |       |                       |

## História
Villefranche foi fundada por um foral outorgado por Guilherme Ramón, conde da Cerdanha, em 9 de abril de 1091 (ou 1090 ou 1092, conforme as fontes). O conde tinha a sua residência em Corneilla-de-Conflent e queria fazer de Villefranche a sua nova capital. O local foi muito bem escolhido: no fundo do desfiladeiro do Têt, na confluência deste com o Cady, a vila controla os acessos às principais localidades do Conflent. A vila tornou-se a capital efetiva do Conflent (e sede de uma vegueria) o mais tardar em 1126. Assim permaneceria até ao século XVIII.
Em setembro de 1263, o rei de Aragão Jaime I ordenou a construção de três pontes sobre o Têt. Estas foram praticamente quase destruídas por uma terrível cheia em 1421 e só a ponte de Saint-Pierre foi reconstruída. Durante os séculos XIII, XIV e XV, as fortificações foram sucessivamente retauradas e completadas. O conjunto foi reconstruído no século XIV segundo novos desenhos, o que é atestado por um documento de 1411 acerca dessa reconstrução.
A vila foi cercada e tomada pelos franceses em 1654. As fortificações foram então desmanteladas para que não pudessem ser usadas pelos espanhóis. A construção de novas fortificações foi empreendida em 1669, seguindo planos de Vauban, o qual visita as obras dez anos mais tarde. Foi nessa altura que foi construído o Forte Libéria, na encosta a noroeste da vila. As obras prosseguiram durante todo o século XVIII; a Porta de França foi concluída em 1783 e a Porta de Espanha em 1791.
O caminho de ferro chegou a Villefranche em 1885, ligando a vila a Perpinhã e a Prades por uma linha de bitola internacional. Em 1909 foi construído o primeiro troço da linha de bitola métrica da Cerdanha, atualmente usada pelo célebre " Comboio Amarelo (ou Canari), entre Villefranche e Mont-Louis, que em 1911 chegou a Bourg-Madame e em 1927 a Latour-de-Carol, onde tem correspondência com a linha internacional transpirenaica (a chamada Linha Transpirenaica Oriental).

## Património edificado

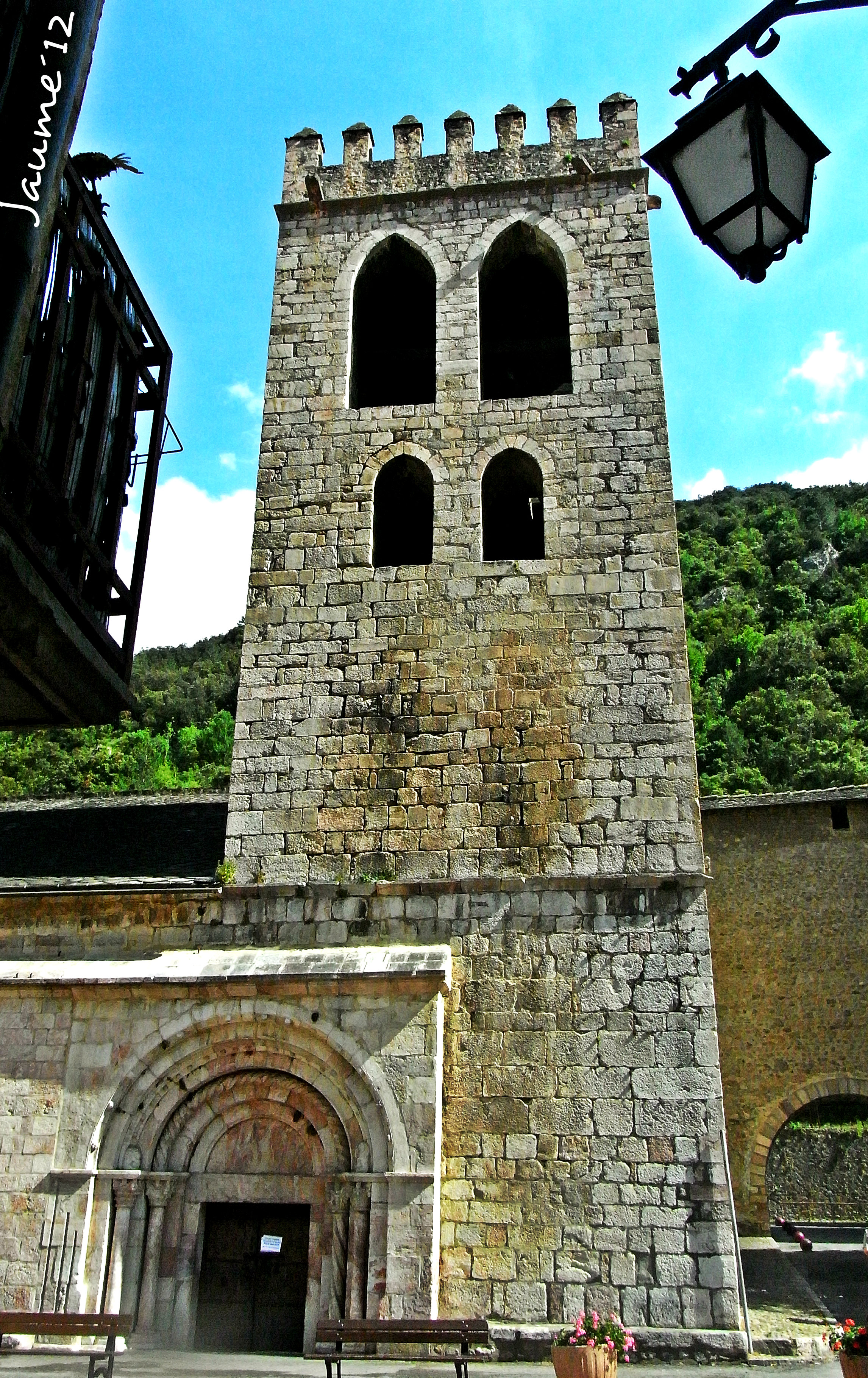
Igreja de Santiago
Desde a fundação da vila ou dos seus primeiros anos que houve autorização do bispo de Elne para a construção de uma igreja. A igreja, dedicada a Santiago Maior ({{langx|fr|Saint-Jacques), remonta ao início do século XII, tendo sido renovada no século seguinte. No final do século XVII, aquando da remodelação das fortificações, a área em volta foi completamente modificada. A igreja faz parte do Caminho de Santiago.
Outras igrejas
Na comuna existem duas igrejas românicas: a igreja de Saint-Étienne de Campilles, situada um par de quilómetros em linha reta (11 km por estrada) a noroeste da vila; e a igreja de Saint-André, situada na aldeia de Belloc, a norte de Villefranche. A ermida de Notre-Dame-de-Vie (ou Saint-Pierre de la Roca) situa-se a oeste da vila, já na comuna vizinha de Fuilla.
Paços do concelho
O atual hôtel de ville, situado na esquina da rua Saint-Jean com a praça da igreja, ocupa o antigo edifício-sede da vegueria, datado originalmente do século XII. Dessa mesma época é também a torre sineira que a flanqueia, que é encimada por uma pirâmide de alvenaria construída em 1623.
Antigo hospital
É um edifício situado na rue Saint-Jean, fundado por Pons de Sarabeu em 1225. Tem ameias na parte superior e uma lata torre quadrangular com figuras de corvos no cimo.
Casas
Quase todas as casas são de mármore rosa (dito de Villefranche, pois é extraído de pedreiras locais) e remontam à Idade Média, embora a maior parte delas tenha sido redesenhadas e apresentem traços de diversas épocas. No rés de chão, quase todos têm um ou dois grandes arcos semicirculares. Algumas fachadas têm janelas geminadas, como a do n.º 75 da rua Saint-Jean (da segunda metade do século XIII), ou com mainéis, como nos número 24 e 26 da mesma rua (de cerca de 1500).
Fortificações
A vila é rodeada por uma cintura de muralhas de forma retangular alongada, que está integralmente preservada, apresentando uma mistura de elementos medievais e de reconstruções e adições dos séculos XVII e XVIII.
Da época medieval subsiste a Torre do Diabo, que se ergue na esquina sudeste da igreja. Segundo uma inscrição em catalão, a sua construção foi iniciada em 1441 e terminada em 1454. Também ainda existe a maior parte do pano sul, flanqueada por duas torres semicirculares do século XIV, anteriores à Torre do Diabo. Esta cortina e as suas torres foram reforçadas no século XVII através da instalação de três bastiões e um novo adarve. Uma das torres faz parte do bastião de Corneilla (no canto sudeste da vila). A outra torre situa-se entre a Torre do Diabo e o bastião da Rainha (canto sudoeste). Há ainda uma terceira torre com a mesma planta, que se ergue no canto noroeste, que faz parte do bastião do Rei.
Da mesma época subsistem igualmente a Porta do Rossilhão e a Porta de França e uma parte da porta que se abre sobre a Ponte de Saint Pierre. No lado esquerdo desta da primeira situa-se a nova porta no século XVIII. No século XVII, as fortificações medievais foram século XVII e reforçadas sob a direção de Vauban. Ness altura foi também construído o Forte Libéria, fora do recinto muralhado mas com comunicação com este através de um túnel. Foram ainda construídos novos bastiões: o do rei no ângulo noroeste, o da Rainha no canto sudoeste, o do Delfim a nordeste, o de Comellà a sudeste e o do Açougue na cortina norte, sobre a Ponte de Saint-Pierre.
No fim do século XVIII foram reconstruídas a Porta de França (em 1783, no lado oriental) e a Porta de Espanha (em 1791, na parte ocidental da vila, no local da antiga torre-porta).